# 2006 у футболі
Нижче наведені футбольні події 2006 року у всьому світі.

## Події
- Відбувся вісімнадцятий чемпіонат світу, перемогу на якому здобула збірна Італії.
- Відбувся двадцять п'ятий кубок африканських націй, перемогу на якому здобула збірна Єгипту.

## Засновані клуби
- Львів (футбольний клуб)

## Національні чемпіони
- Англія: Челсі
- Аргентина
  - Клаусура: Бока Хуніорс
  - Апертура: Естудьянтес (Ла-Плата)
- Бразилія: Сан-Паулу
- Данія: Копенгаген
- Італія: Інтернаціонале (після корупційного конфлікту)
- Іспанія: Барселона
- Нідерланди: ПСВ
- Німеччина: Баварія (Мюнхен)
- Парагвай: Лібертад
- Португалія: Порту
- Росія: ЦСКА (Москва)
- Україна: Шахтар (Донецьк)
- Уругвай: Насьйональ (Монтевідео)
- Франція: Олімпік (Ліон)
- Хорватія: Динамо (Загреб)
- Швеція: Ельфсборг
- Шотландія: Селтік